# Кам'яний вітряк в Адамівці (Березівський район)
Кам'яний вітряк — напівзруйнована пам'ятка, що розташована у північній частині села Адамівка Березівського району Одеської області. Руїни вітряного млина знаходяться на західному схилі річки Великий Куяльник. Від млина залишилася кам'яна вежа без даху, висотою в два поверхи, із перекриттям між поверхами у вигляді залишок міцних дерев'яних балок.
Історичних джерел, достовірно описуючих походження млина, на даним момент не збереглося. Зведено млин було приблизно на кінця XIX — початку ХХ століття, перед Першою світовою війною, на землях, які належали землевласнику Цибульському, з сусіднього села Білка. Місцевість, де було зведено млин, відносилася до села Арсулівка, яке згодом злилося із Адамівкою. Це млин так званого «голландського» типу з нерухомою баштою-основою, зведена із місцевого вапняка. Зверху ставилася поворотна рама, що несе ветроколесо, зазвичай з чотирма лопатями. Згори будівля накривалася дахом у вигляді шатра. Таким чином, через меншу вагу поворотних частин, поворот на вітер вимагав відносно малих зусиль. Ветроколесо могло мати більший діаметр задля можливості його підйому на більшу висоту.

## Галерея

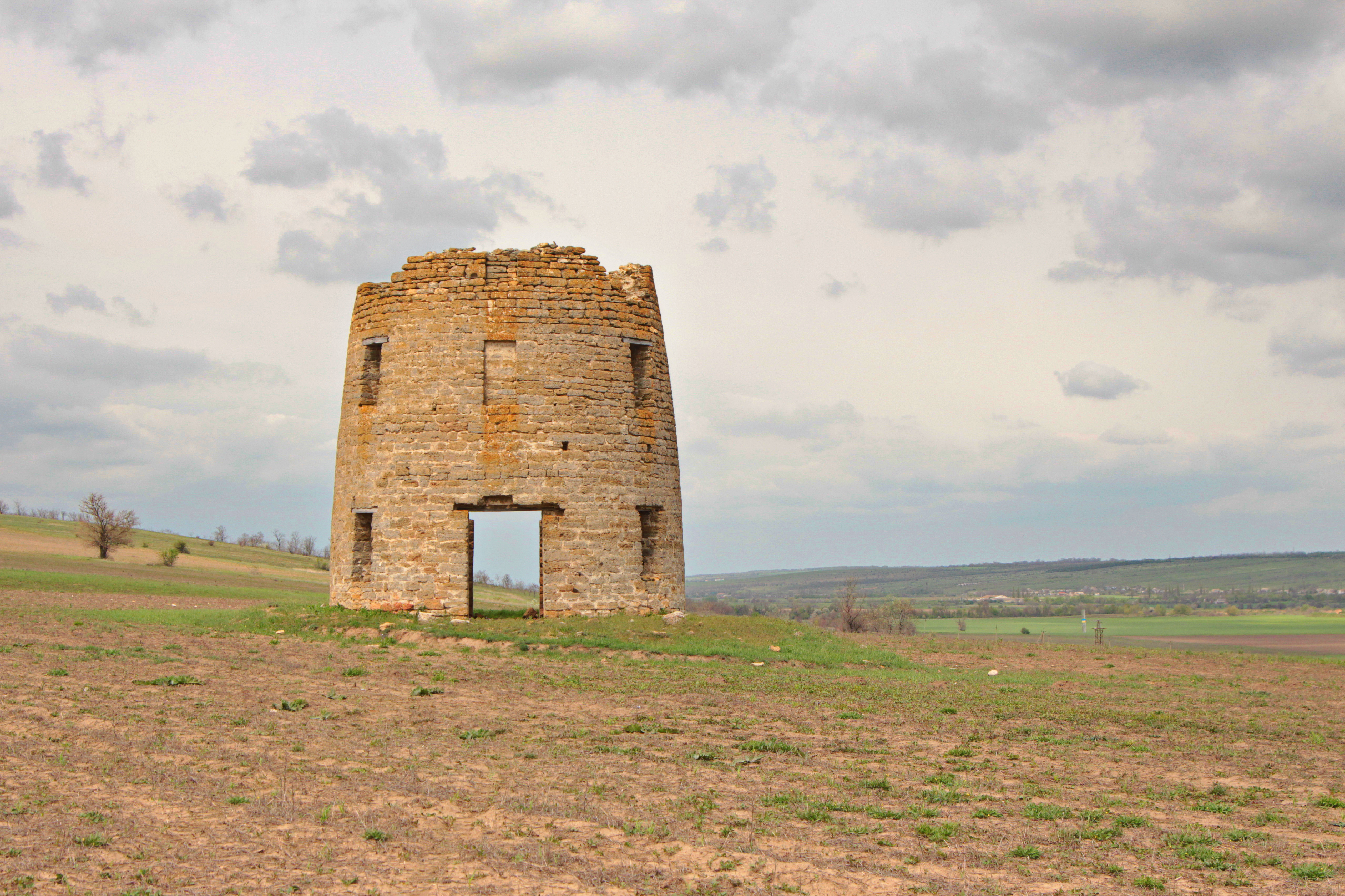
Загальний вигляд вітряка
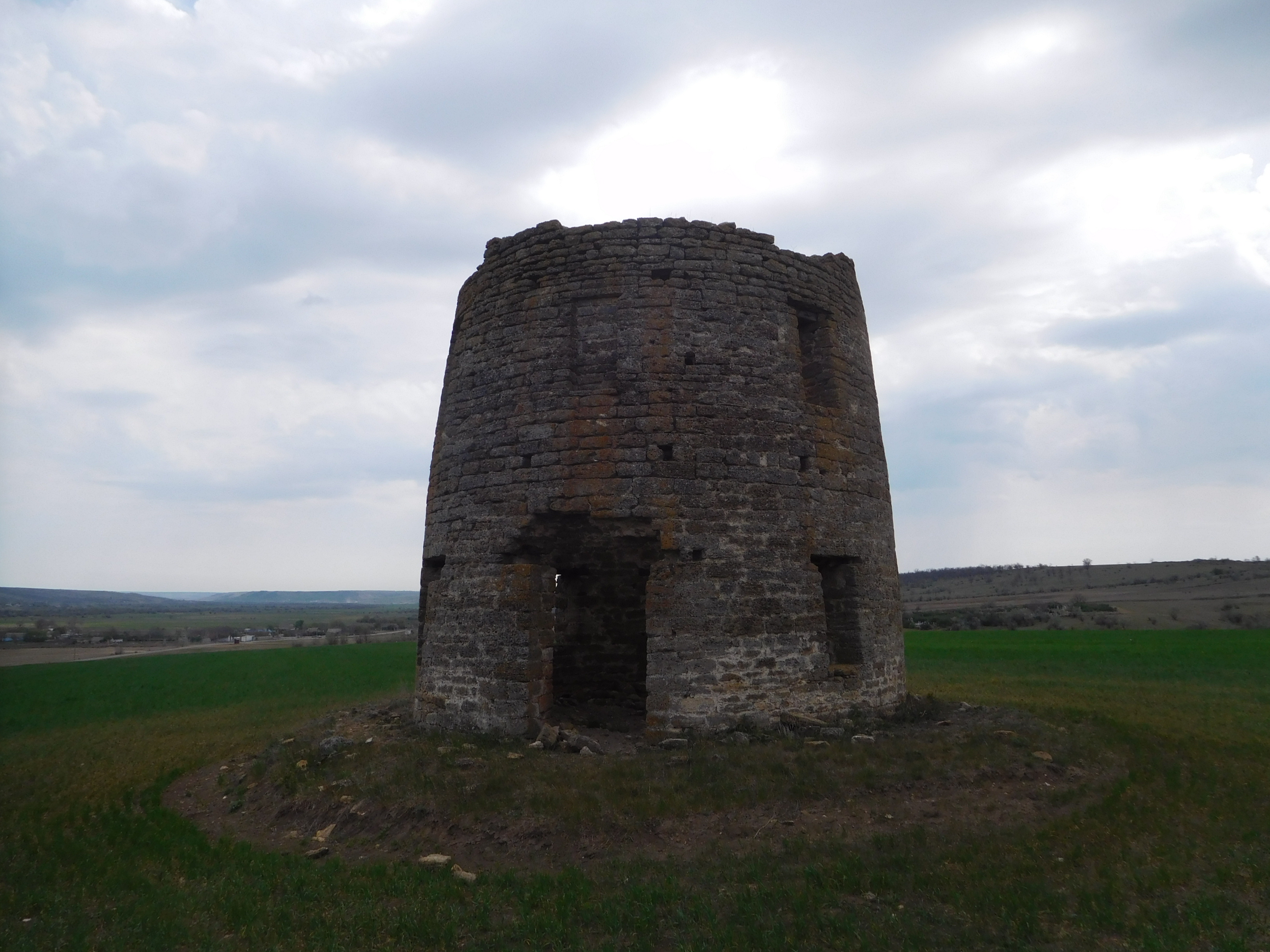
Загальний вигляд вітряка
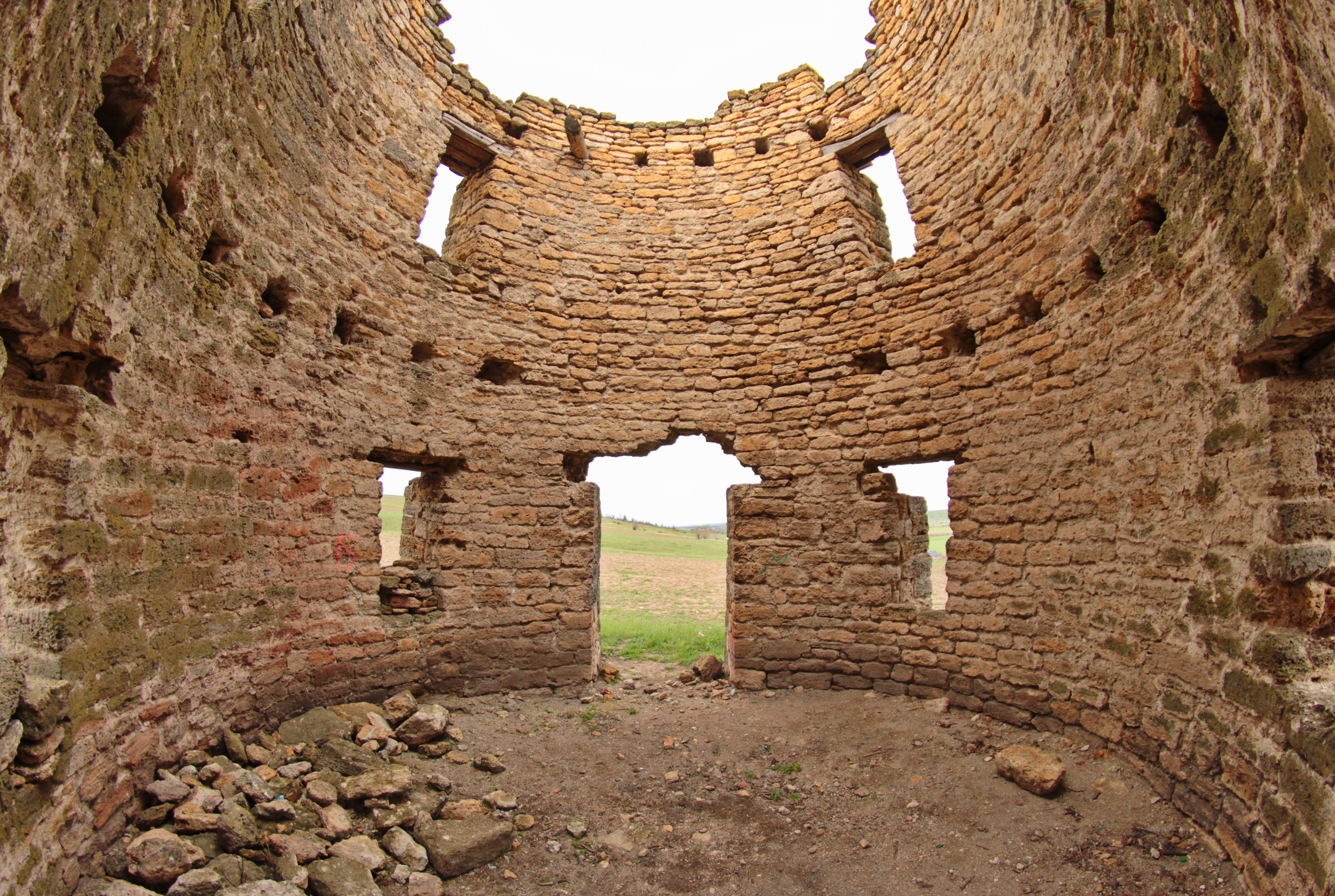
Вітряк з середини
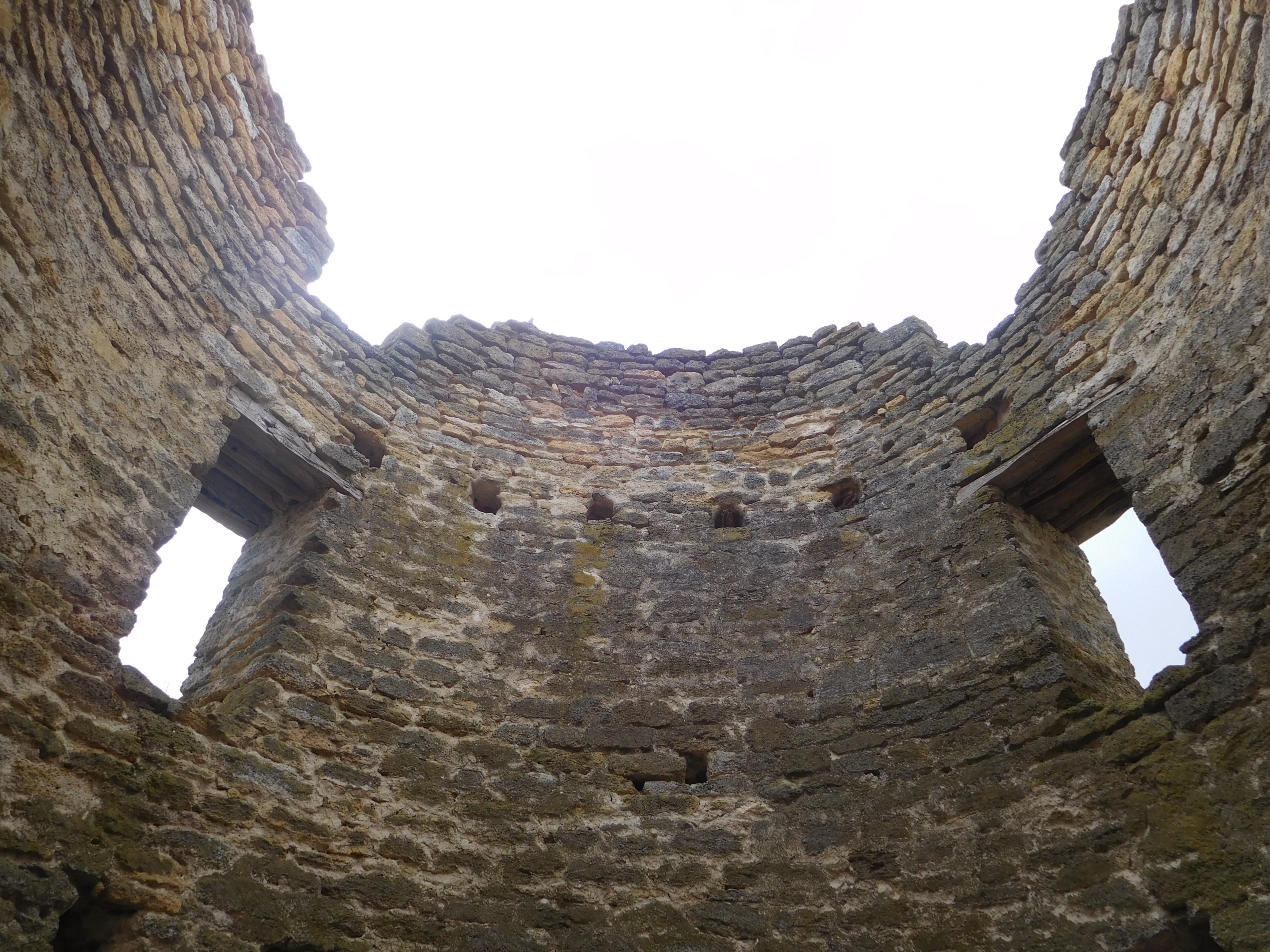
Вітряк з середини
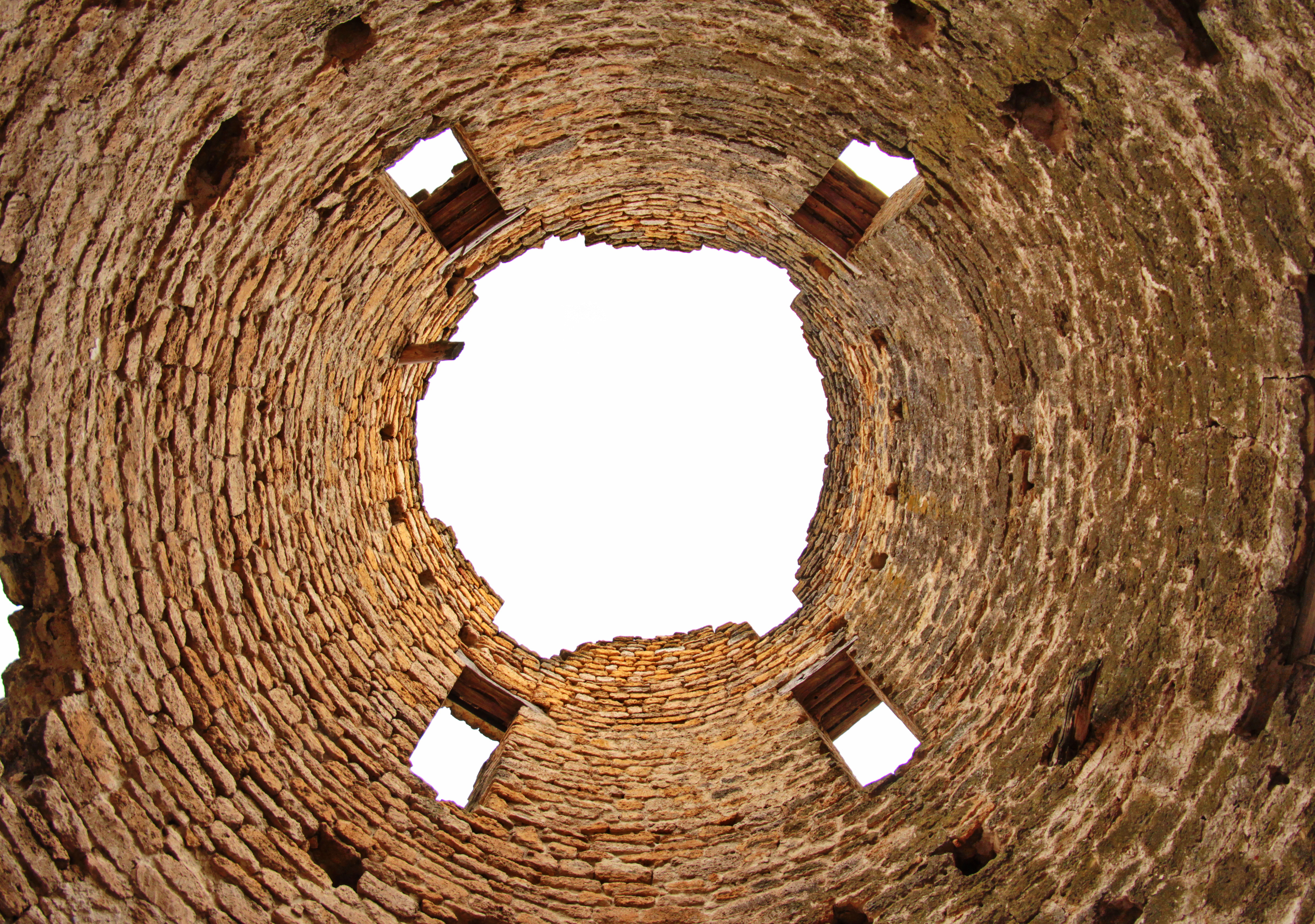
Вітряк з середини